# Perasia bigutta
Perasia bigutta är en fjärilsart som beskrevs av William Schaus 1901. Perasia bigutta ingår i släktet Perasia och familjen nattflyn. Inga underarter finns listade i Catalogue of Life.